# Harmondsworth
Harmondsworth is een wijk in het Londense bestuurlijke gebied Hillingdon, in de regio Groot-Londen.
In de wijk staat een historische schuur.

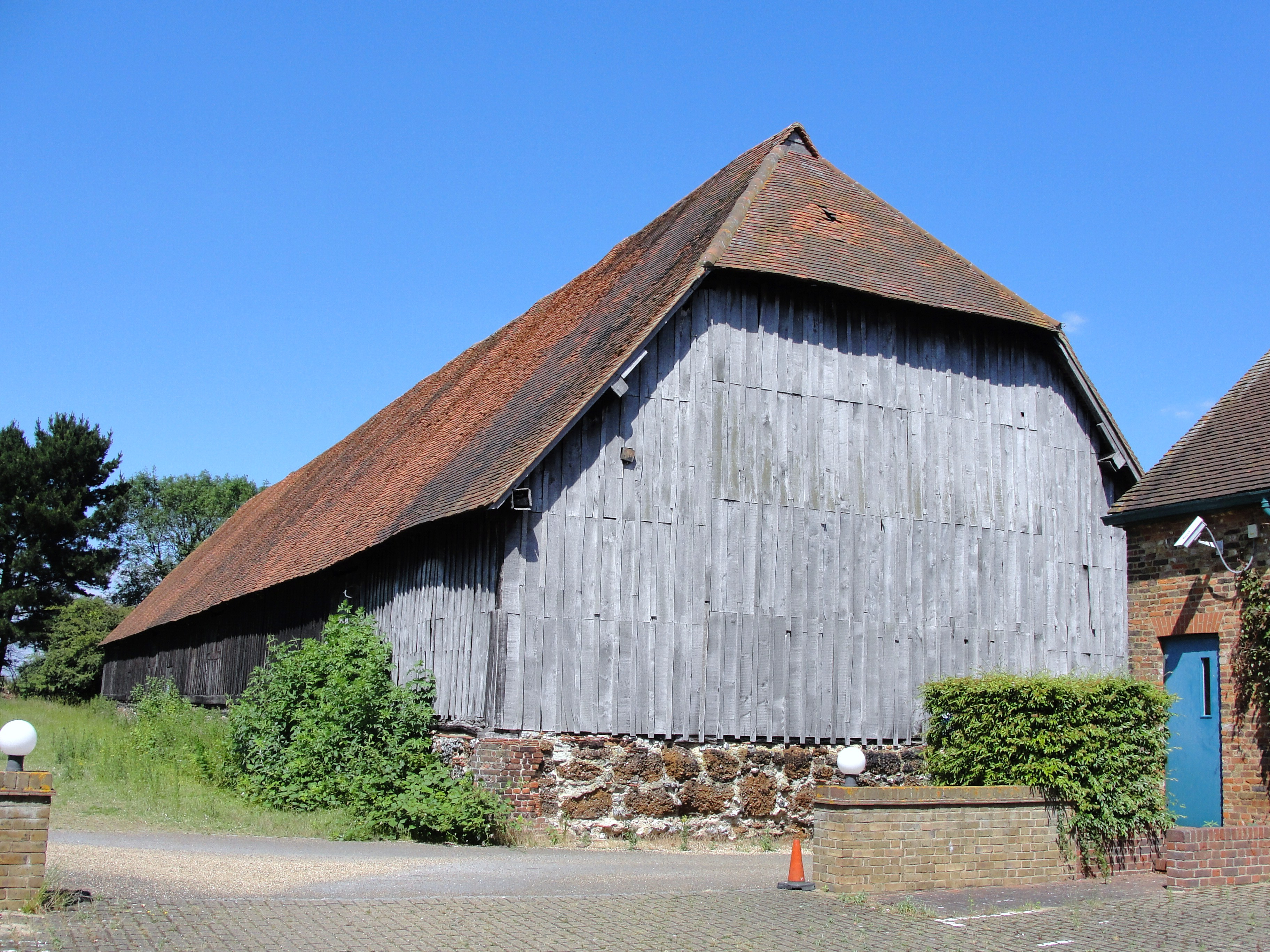
Schuur in Harmondsworth.